# Lotus 100T
Der Lotus 100T war ein Formel-1-Rennwagen des britischen Rennstalls Lotus, der in der Formel-1-Saison 1988 eingesetzt wurde.

## Technische Daten
Der Rennwagen war eine Schöpfung von Lotus’ Chefkonstrukteur Gérard Ducarouge. Wider Erwarten erwies sich der von ihm entwickelte Lotus 100T nicht als Siegfahrzeug. Das in Verbundbauweise aus mit Kohlenstoff- und Aramidfasern verstärktem Kunstharz gefertigte Chassis basierte im Wesentlichen auf dem des Lotus 99T aus dem Vorjahr und reagierte auf die verschiedenen Setupeinstellungen der Fahrer träge oder gar nicht. Insbesondere wurde dem Wagen ein äußert schlechtes Kurvenverhalten attestiert. Es wurden insgesamt vier Chassis gebaut.
Angetrieben wurde der Lotus 100T von einem 6-Zylinder-Honda-Turbomotor des Typs RA 168E mit einem Hubraum von 1.494 cm³. Bei einer Drehzahl von etwa 13.800/min entwickelte er mit auf 2,5 bar begrenztem Ladedruck eine Leistung von ca. 670 kW. Das manuell zu schaltende Getriebe von Hewland hatte sechs Vorwärtsgänge und einen Rückwärtsgang. Der Tank fasste 150 Liter. Die Bremsanlage stammte von Brembo und die Stoßdämpfer von Bilstein. Wegen technischer Unzulänglichkeiten wurde auf den Einbau einer aktiven Radaufhängung verzichtet. Alle Räder waren einzeln an Doppelquerlenkern aufgehängt.

## Sponsor
Hauptsponsor war die zur R. J. Reynolds Tobacco Company gehörende Zigarettenmarke Camel, entsprechend wurde das Team in den Meldelisten der Saisonrennen als Camel Team Lotus Honda geführt. Daneben warben das Elektronikunternehmen Epson sowie das britische Textilunternehmen Courtaulds auf dem Fahrzeug.

## Saisonverlauf
Trotz der schlechten Fahreigenschaften des Lotus 100T gelangen vor allem Nelson Piquet Achtungserfolge. Bei den Großen Preisen von Brasilien, San Marino und Australien wurde er jeweils Dritter. Bei weiteren Rennen fuhr er regelmäßig in die Punkteränge. Teamkollege Satoru Nakajima hatte mangels fahrerischen Talents größere Probleme mit dem Fahrzeug und verpasste zweimal die Qualifikation. Insgesamt holten die beiden Fahrer 23 Weltmeisterschaftspunkte für Lotus, was für Rang vier in der Konstrukteursweltmeisterschaft reichte.
Im Ergebnis waren die erreichten Leistungen zu wenig. In Konsequenz hieraus kündigte Honda seinen Motorenvertrag mit Lotus zum Jahresende auf. Teamchef Peter Warr, der vor allem das schlechte Chassis für die Misserfolge verantwortlich machte, entließ Ducarouge und warb stattdessen Frank Dernie als neuen Chefkonstrukteur an.
| Fahrer                          | Nr.                             | 1 | 2 | 3   | 4   | 5  | 6   | 7 | 8  | 9   | 10 | 11  | 12  | 13  | 14  | 15  | 16  | Punkte | Rang |
| ------------------------------- | ------------------------------- | - | - | --- | --- | -- | --- | - | -- | --- | -- | --- | --- | --- | --- | --- | --- | ------ | ---- |
| Formel-1-Weltmeisterschaft 1988 | Formel-1-Weltmeisterschaft 1988 |   |   |     |     |    |     |   |    |     |    |     |     |     |     |     |     | 23     | 4.   |
| N. Piquet                       | 1                               | 3 | 3 | DNF | DNF | 4  | DNF | 5 | 5  | DNF | 8  | 4   | DNF | DNF | 8   | DNF | 3   | 23     | 4.   |
| S. Nakajima                     | 2                               | 6 | 8 | DNQ | DNF | 11 | DNQ | 7 | 10 | 9   | 7  | DNF | DNF | DNF | DNF | 7   | DNF | 23     | 4.   |

| Legende  | Legende            | Legende                                                          |
| Farbe    | Abkürzung          | Bedeutung                                                        |
| -------- | ------------------ | ---------------------------------------------------------------- |
| Gold     | –                  | Sieg                                                             |
| Silber   | –                  | 2. Platz                                                         |
| Bronze   | –                  | 3. Platz                                                         |
| Grün     | –                  | Platzierung in den Punkten                                       |
| Blau     | –                  | Klassifiziert außerhalb der Punkteränge                          |
| Violett  | DNF                | Rennen nicht beendet (did not finish)                            |
| Violett  | NC                 | nicht klassifiziert (not classified)                             |
| Rot      | DNQ                | nicht qualifiziert (did not qualify)                             |
| Rot      | DNPQ               | in Vorqualifikation gescheitert (did not pre-qualify)            |
| Schwarz  | DSQ                | disqualifiziert (disqualified)                                   |
| Weiß     | DNS                | nicht am Start (did not start)                                   |
| Weiß     | WD                 | zurückgezogen (withdrawn)                                        |
| Hellblau | PO                 | nur am Training teilgenommen (practiced only)                    |
| Hellblau | TD                 | Freitags-Testfahrer (test driver)                                |
| ohne     | DNP                | nicht am Training teilgenommen (did not practice)                |
| ohne     | INJ                | verletzt oder krank (injured)                                    |
| ohne     | EX                 | ausgeschlossen (excluded)                                        |
| ohne     | DNA                | nicht erschienen (did not arrive)                                |
| ohne     | C                  | Rennen abgesagt (cancelled)                                      |
| ohne     | keine WM-Teilnahme |                                                                  |
| sonstige | P/fett             | Pole-Position                                                    |
| sonstige | 1/2/3/4/5/6/7/8    | Punktplatzierung im Sprint-/Qualifikationsrennen                 |
| sonstige | SR/kursiv          | Schnellste Rennrunde                                             |
| sonstige | *                  | nicht im Ziel, aufgrund der zurückgelegten Distanz aber gewertet |
| sonstige | ()                 | Streichresultate                                                 |
| sonstige | unterstrichen      | Führender in der Gesamtwertung                                   |

## Sonstiges
Der dreimalige Formel-1-Weltmeister Jackie Stewart testete im Sommer 1988 den Lotus 100T für die Filmreportage Jackie Stewart’s World of Speed auf dem Snetterton Motor Racing Circuit. Sein Urteil zum Fahrzeug fiel ernüchtert aus. Stewart kritisierte einerseits das schlechte Ansprechverhalten des Honda-Motors, dem er den Cosworth-GBA-Turbo aus dem von ihm für die gleiche Sendung getesteten Benetton B187 entgegenhielt. Zudem bemängelte Stewart die fehlende Steifheit des Fahrwerks und zuletzt noch das beengte Cockpit, in dem sich teilweise die Finger zwischen Lenkrad und Abdeckung verkanten konnten.